# Marta Savić
 (octobre 2023).
Si vous disposez d'ouvrages ou d'articles de référence ou si vous connaissez des sites web de qualité traitant du thème abordé ici, merci de compléter l'article en donnant les références utiles à sa vérifiabilité et en les liant à la section « Notes et références ».
Marta Savić (en serbe: Марта Савић) est une chanteuse de turbo folk bosnienne d'origine serbe née le 7 mai 1966 à Vranjak en Yougoslavie, actuelle Bosnie-Herzégovine (République serbe de Bosnie).

## Biographie
Marta est née en Bosnie en RFS de Yougoslavie en 1966 de parents serbes. À 2 ans, elle déménage en Serbie plus précisément en Voivodine dans un village près de la frontière roumaine. En 1977, elle déménage à Hanovre en Allemagne où elle finit ses études secondaires.
Peu avant la guerre de Yougoslavie, en 1988 elle retourne vivre dans son pays et rencontre Mile Kitić avec qui elle se marie quelques années plus tard. En 1997, naît leur fille, Elena.

## Discographie
Marta commence sa carrière de chanteuse à la fin des années 1980 peu avant la fin de l'ère Yougoslave. Alors peu connue durant cette période, il faut attendre le début des années 1990 pour qu'elle se fasse un nom. Grâce à son titre Ravno Do Kosova (en français : Directement au Kosovo) titre patriote aux sonorités balkaniques, elle remporte une importante notoriété dans l'industrie musicale ex-Yougoslave, notamment en Serbie-et-Monténégro, en Bosnie-Herzégovine et en Bulgarie. L'année suivante, son titre Ravno do Kosova est repris par la chanteuse bulgare, Preslava sous le nom de Nyamash Sartse (en français: Tu n'as pas de cœur).
- Zaboravi druge žene (1988)
- Proklet bio (1990)
- Grešnica [avec Južni vetar ] (1993)
- Nemoj bar ti [avec Južni vetar] (1994)
- Kad sam srela (1996)
- Kad zavoliš, pa izgubiš (1999)
- Dijamanti, brilijanti (2000)
- Ikad ili nikad (2001)
- Nismo pucali jedno u drugo (2002)
- Ravno do Kosova (2003)
- Erotica (2006)
- Muški kompleksi (2009)
- 13 (2011)